# Non-Financial Entities
Non-Financial Entities (NFE, dt.: Nichtfinanzeinheiten) sind Rechtsträger, die keine Finanzinstitute (engl.: Financial Institution, FI) sind. Haben Non-Financial Entities den Sitz im Ausland, werden diese auch als Non-financial foreign entities (NFFE, dt.: ausländische Nichtfinanzeinheiten) bezeichnet.

## Einteilung
NFEs können entweder aktiv oder passiv sein. Passive NFE sind normalerweise NFE, die keine aktiven NFE sind. Aktive NFE können z. B. sein:
- Rechtsträger mit aktivem Geschäftsbetrieb,[5]
- eine Holding von Tochterunternehmen mit aktivem Geschäftsbetrieb,
- eine börsennotierte Gesellschaft,
- eine Regierung,
- eine internationale Organisation,
- eine Zentralbank oder z. B.
- eine im Sitzstaat ausschließlich für religiöse, gemeinnützige, wissenschaftliche, künstlerische, kulturelle, sportliche oder erzieherische Zwecke tätige Einrichtung (NGO).

Passive NFEs können z. B. sein: Einrichtungen, bei denen mehr als 50 % der Bruttoeinkünfte im vorangegangenen Kalenderjahr aus passiven Einkünften erzielt wurden, eine Stiftung oder ein Trust, die keine Finanzinstitute sind wie auch unter Umständen Notariate, Rechtsanwaltsgesellschaften, Wirtschaftstreuhandgesellschaften etc.
Die Unterscheidung zwischen aktiven und passiven NFEs ist wichtig, da Finanzinstitute umfangreich Daten vor allem von Konten von passiven NFEs bzw. dahinterstehenden wirtschaftlich Berechtigten (wirtschaftlichen Eigentümern) erheben, dokumentieren und melden müssen.